# Odontesthes retropinnis
Odontesthes retropinnis är en fiskart som först beskrevs av De Buen, 1953.  Odontesthes retropinnis ingår i släktet Odontesthes och familjen Atherinopsidae. Inga underarter finns listade i Catalogue of Life.